# Evolução geológica do cráton amazônico
O cráton amazônico forma o núcleo mais antigo do continente sul-americano, e é dividido pela bacia amazônica em duas partes, o escudo da Guiana ao Norte e o escudo Guaporé (ou escudo brasileiro central) ao sul. O cráton amazônico é a fonte da maioria dos sedimentos intra - e pericratônico das bacias sedimentares, e sedimentos cratônicos tem freqüentemente uma impressão digital de proveniência específica (como os oriundos dos Andes por exemplo). Os padrões atuais e passados do relevo e das drenagens no cráton amazônico não somente refletem eventos de soerguimento e declive, mas também mostram eventos que vão de intemperismo à erosão.
O entendimento da história do Cráton amazônico é dificultada por muitos fatores. Como a dificuldade de acesso à densa floresta tropical e a influência negativa do intemperismo.
O cráton amazônico consiste essencialmente em três maiores grupos de terrenos basais: (i) cinturões greenstones, (ii) cinturões metamórficos, (iii) rochas acidas e graníticas metavulcânicas. 
Existem poucas evidências de fósseis do período pré-cambriano no cráton amazônico, e, portanto a reconstituição da sua historia tectônica depende completamente da geocronologia de isótopos.
<Salomon B. Kroonenberg & Emond W. F. de Roever, 2010. Amazonia, Landscape and Species Evolution: A Look into the Past>